# Катафаме (Варезе)
Катафаме је насеље у Италији у округу Варезе, региону Ломбардија.
Према процени из 2011. у насељу је живело 5 становника. Насеље се налази на надморској висини од 333 м.